# Liste des édifices labellisés « Architecture contemporaine remarquable » de Maine-et-Loire
Cet article recense les édifices labellisés « Architecture contemporaine remarquable » de Maine-et-Loire, en France.
Le label « Architecture contemporaine remarquable » remplace depuis 2016 l'ancien label « Patrimoine du XXe siècle ». Il ne prend en compte que des édifices de moins de 100 ans à la date de labellisation, et qui ne sont pas protégés comme monuments historiques.
Au début 2024, le Maine-et-Loire compte neuf édifices ainsi labellisés.

## Liste
| Monument                           | Commune                       | Adresse                                                        | Coordonnées                        | Notice     | Date | Illustration                       |
| ---------------------------------- | ----------------------------- | -------------------------------------------------------------- | ---------------------------------- | ---------- | ---- | ---------------------------------- |
| Bibliothèque municipale Toussaint  | Angers                        | 37, 47-49 rue Toussaint                                        | 47° 28′ 09″ nord, 0° 33′ 26″ ouest | ACR0001236 | 2010 | Bibliothèque municipale Toussaint  |
| Ensemble Kalouguine                | Angers                        | Rue de la Gagnerie rue de l'Hôtellerie Rue du Petit-Chaumineau | 47° 29′ 12″ nord, 0° 31′ 08″ ouest | ACR0001237 | 2012 | Image manquante Téléverser         |
| Galeries Lafayette                 | Angers                        | 12-14 place du Ralliement 6 rue d'Alsace                       | 47° 28′ 14″ nord, 0° 33′ 05″ ouest | ACR0001238 | 2012 | Galeries Lafayette                 |
| Village-Anjou                      | Angers                        |                                                                | 47° 27′ 01″ nord, 0° 34′ 16″ ouest | ACR0001574 | 2012 | Image manquante Téléverser         |
| Maison Musset                      | Beaupréau-en-Mauges           | 24 rue Moulin-Foulon                                           | 47° 11′ 58″ nord, 0° 58′ 31″ ouest | ACR0001239 | 2013 | Image manquante Téléverser         |
| Église Notre-Dame d'Ingrandes      | Ingrandes-le-Fresne-sur-Loire | Rue d'Anjou, Ingrandes                                         | 47° 24′ 10″ nord, 0° 55′ 18″ ouest | ACR0001240 | 2009 | Image manquante Téléverser         |
| Blockhaus du château de Pignerolle | Saint-Barthélemy-d'Anjou      |                                                                | 47° 28′ 16″ nord, 0° 28′ 23″ ouest | ACR0001242 | 2009 | Blockhaus du château de Pignerolle |
| École des Violettes                | Saumur                        | 260 rue Fricotelle                                             | 47° 14′ 45″ nord, 0° 04′ 22″ ouest | ACR0001243 | 2012 | Image manquante Téléverser         |
| Carreau de mine de Bois 3          | Segré-en-Anjou Bleu           | Nyoiseau                                                       | 47° 42′ 17″ nord, 0° 55′ 53″ ouest | ACR0001241 | 2009 | Carreau de mine de Bois 3          |